# Arafura-Warzenschlange
Die Arafura-Warzenschlange (Acrochordus arafurae) ist eine aquatische Schlange aus der Familie der Warzenschlangen (Acrochordidae), die im tropischen Australien verbreitet ist. Bezeichnend für die Art ist ein ausgeprägter Geschlechtsdimorphismus und eine niedrige Stoffwechselrate. Die Art ist im östlichen Indonesien, Papua-Neuguinea, sowie im nördlichen Australien (Queensland und Northern Territory) verbreitet. Sie gilt laut IUCN als nicht gefährdet (least concern).

## Merkmale
Es handelt sich um große, schwergebaute Schlangen, die eine Gesamtlänge von bis zu zwei Metern erreichen können. Wie für Warzenschlangen typisch ist die Haut faltig; die kleinen, konischen Schuppen führen zu einer körnigen Hautoberfläche. Bezeichnend ist der ausgeprägte Geschlechtsdimorphismus: Adulte Weibchen zeigen eine Kopf-Rumpf-Länge (von der Schnauzenspitze zur Kloake) von durchschnittlich 135 cm, adulte Männchen dagegen nur 105 cm. Des Weiteren zeigen Weibchen einen deutlich schwereren Körperbau, kürzere Schwänze und größere Köpfe als Männchen.

## Ernährung
Wie andere Warzenschlangen ernährt sich die Arafura-Warzenschlange ausschließlich von Fischen (piscivor). Die Nahrungsaufnahme findet wegen des erhöhten Nahrungsangebots vor allem in der Regenzeit statt. Fische werden mit Hilfe der faltigen, körnigen Haut durch Würgen überwältigt. Zwischen den Geschlechtern zeigen sich deutliche Unterschiede. Männchen sind weniger selektive Fresser als Weibchen; so zeigen Magenproben typischerweise die Reste von verschiedenen kleineren Fischen. Magenproben ausgewachsener Weibchen hingegen zeigen lediglich ein einziges, aber großes Beutetier. Juvenile Weibchen zeigen die generalisiertere Ernährungsweise der Männchen.

## Lebensweise
Die Schlangen sind ausschließlich aquatisch und bewohnen Süßwasser. Während der Trockenzeiten halten sie sich in Billabongs auf, während der Regenzeit besiedeln sie das nun überschwemmte Grasland. Sie sind überwiegend nachtaktiv. Unterschiede zwischen den Geschlechtern konnten während der Regenzeit in den bevorzugten Wassertiefen festgestellt werden; so werden Weibchen vorwiegend in Wassertiefen von über einem Meter gefangen, während Männchen vorwiegend Flachwasser unterhalb eines Meters bewohnen.
Die Populationsdichte dieser Schlangen innerhalb der Billabongs variiert stark, kann bei hohem Nahrungsangebot aber 100 Schlangen pro Hektar erreichen. Die Schlangen sind lebendgebärend; ein Wurf besteht durchschnittlich aus 17 Jungtieren.

## Stoffwechsel
Wie andere Warzenschlangen ist die Arafura-Warzenschlange ein Niedrig-Energie-Spezialist und zeigt als solcher einen bemerkenswert niedrigen Stoffwechsel. Diese Schlangen fressen relativ selten und zeigen die niedrigste Reproduktionsrate, die bei Schlangen nachgewiesen werden konnte: So waren in einer Untersuchung nur 7 % der ausgewachsenen Weibchen reproduktiv.
Wie andere aquatische Schlangen nimmt die Arafura-Warzenschlange Sauerstoff sowohl über die Lungen als auch über die Haut auf. Die Hautatmung kann dabei bis zu 30 % des Sauerstoffbedarfs decken. Die maximale Tauchzeit ist temperaturabhängig, da erhöhte Temperaturen zu einem erhöhten Stoffwechsel und einem damit verbundenen höheren Sauerstoffbedarf führen. Bei 20 °C können die Tiere bis zu 77 Minuten unter Wasser verweilen, bei 32 °C hingegen nur 28 Minuten.

## Gründe für den Geschlechtsdimorphismus
Der Größendimorphismus kann vermutlich, wie bei den meisten Schlangen, durch sexuelle Selektion erklärt werden: Größere Weibchen können mehr Nachwuchs produzieren, eine große Körpergröße produziert somit mehr Nachkommen. Die proportionalen Unterschiede haben vermutlich andere Ursachen. Der beim Männchen längere Schwanz wird durch Notwendigkeit, den Hemipenis unterzubringen, erklärt. Dagegen können die größeren Köpfe der Weibchen eventuell als Anpassungen an die größeren Beutefische interpretiert werden: Wie bei allen Schlangen werden Beutetiere stets als ganzes verschlungen, die Größe des Kopfes limitiert also die maximale Größe der Beutetiere.